# 博伊基夫斯凯市镇
博伊基夫斯凯镇级市镇（烏克蘭語：Бойківська селищна громада）是乌克兰顿涅茨克州卡利米烏斯凱區的市镇，行政中心为博伊基夫斯凯。

## 居民点
该市镇包括一个镇（博伊基夫斯凯）和41个村庄。